# Pterolophia cochinchinensis
Pterolophia cochinchinensis là một loài bọ cánh cứng trong họ Cerambycidae.